# Niederoberbach
Niederoberbach  ist ein Gemeindeteil der Gemeinde Burgoberbach im Landkreis Ansbach (Mittelfranken, Bayern). Die Gemarkung Niederoberbach hat eine Fläche von 3,291 km². Sie ist in 398 Flurstücke aufgeteilt, die eine durchschnittliche Fläche von 8269,41 m² haben. In ihr liegt neben dem namensgebenden Ort der Gemeindeteil Reisach.

## Geografie
Durch das Dorf fließt der Hesselbach, ein linker Zufluss der Altmühl, und der Schafhofgraben mündet dort als linker Zufluss in den Hesselbach. Im Westen liegt das Waldgebiet Ratzengarten, im Südosten das Herrenholz und 0,75 km im Osten der Stöckicht. Im Süden liegt das Flurgebiet Kappelfeld, 0,5 km südwestlich das Brünstlein.
Die Staatsstraße 2221 führt nach Sommersdorf (1 km südlich) bzw. an Gerersdorf vorbei nach Burgoberbach (2,7 km nördlich). Gemeindeverbindungsstraßen führen nach Gerersdorf (0,7 km nördlich), Weiherschneidbach (2,2 km nordöstlich), Reisach (0,5 km östlich) und Winkel (2 km westlich).

## Geschichte
Der Ort lag im Fraischbezirk des Oberamtes Ansbach. Gegen Ende des 18. Jahrhunderts gab es in Niederoberbach 24 Untertansfamilien. Die Dorf- und Gemeindeherrschaft und die Grundherrschaft über alle Anwesen hatten die Herren von Crailsheim inne. Von 1797 bis 1808 unterstand der Ort dem Justiz- und Kammeramt Ansbach.
1806 kam Niederoberbach an das Königreich Bayern. Im Rahmen des Gemeindeedikts wurde Niederoberbach dem 1808 gebildeten Steuerdistrikt Sommersdorf und der wenig später gegründeten Ruralgemeinde Sommersdorf zugeordnet. Mit dem Zweiten Gemeindeedikt (1818) entstand die Ruralgemeinde Niederoberbach, zu der Reisach gehörte. Sie war in Verwaltung und Gerichtsbarkeit dem Landgericht Herrieden zugeordnet und in der Finanzverwaltung dem Rentamt Herrieden (1919 in Finanzamt Herrieden umbenannt, seit 1929 Finanzamt Ansbach). Ab 1862 gehörte Niederoberbach zum Bezirksamt Feuchtwangen (1939 in Landkreis Feuchtwangen umbenannt). Die Gerichtsbarkeit blieb beim Landgericht Herrieden (1879 in Amtsgericht Herrieden umbenannt), seit 1931 ist das Amtsgericht Ansbach zuständig. Die Gemeinde hatte 1964 eine Gebietsfläche von 3,309 km².
Am 1. Januar 1972 wurde die Gemeinde im Zuge der Gebietsreform in Bayern nach Burgoberbach eingegliedert.

### Baudenkmäler
- evangelisch-lutherische Friedhofskapelle, Friedhofsmauer und Kriegerdenkmal[13]
- Haus-Nr. 1: Gaststätte[13]

### Einwohnerentwicklung
Gemeinde Niederoberbach
| Jahr      | 1818  | 1840   | 1852   | 1855   | 1861   | 1867   | 1871   | 1875   | 1880   | 1885   | 1890   | 1895   | 1900   | 1905   | 1910   | 1919   | 1925   | 1933   | 1939   | 1946   | 1950   | 1952   | 1961   | 1970   |
| Einwohner | 289   | 290    | 295    | 289    | 266    | 263    | 267    | 290    | 297    | 279    | 291    | 286    | 264    | 264    | 280    | 285    | 266    | 242    | 246    | 363    | 378    | 350    | 273    | 249    |
| Häuser    | 65    | 55     |        |        |        |        | 61     |        |        | 63     | 61     |        | 61     |        |        |        | 58     |        |        |        | 58     |        | 59     |        |
| Quelle    | [ 8 ] | [ 15 ] | [ 16 ] | [ 16 ] | [ 17 ] | [ 18 ] | [ 19 ] | [ 20 ] | [ 21 ] | [ 22 ] | [ 23 ] | [ 16 ] | [ 24 ] | [ 16 ] | [ 25 ] | [ 16 ] | [ 26 ] | [ 16 ] | [ 16 ] | [ 16 ] | [ 27 ] | [ 16 ] | [ 10 ] | [ 28 ] |

Ort Niederoberbach
| Jahr      | 001818 | 001840 | 001861 | 001871 | 001885 | 001900 | 001925 | 001950 | 001961 | 001970 | 001987 |
| Einwohner | 277    | 284    | 253    | 255    | 262    | 249    | 250    | 355    | 260    | 239    | 249    |
| Häuser    | 62     | 54     |        |        | 59     | 58     | 54     | 54     | 55     |        | 58     |
| Quelle    | [ 8 ]  | [ 15 ] | [ 17 ] | [ 19 ] | [ 22 ] | [ 24 ] | [ 26 ] | [ 27 ] | [ 10 ] | [ 28 ] | [ 1 ]  |

## Religion
Der Ort ist seit der Reformation evangelisch-lutherisch geprägt und bis heute nach Sommersdorf gepfarrt. Die Einwohner römisch-katholischer Konfession sind nach St. Nikolaus (Burgoberbach) gepfarrt.

## Verkehr
An Werktagen verbindet die Linie 739 des Busunternehmens Bauer & Schlecht Niederoberbach unter anderem mit dem Bahnhof Ansbach.